# Facultad de Ingeniería de la Universidad de San Carlos de Guatemala
La Facultad de Ingeniería es una de las 10 facultades que conforman la Universidad de San Carlos de Guatemala. Fundada en 1880, es la facultad de ingeniería más grande e importante de Guatemala. Atiende a una población estudiantil de más de doce mil estudiantes de pregrado siendo por ende una de las unidades académicas más pobladas de la Universidad.
La Facultad cuenta con doce programas de pregrado, y catorce programas de maestría. Su sede está ubicada en la Ciudad Universitaria, zona 12 de la Ciudad de Guatemala.

Mural Edificio T3

## Historia

### Primeros estudios de ciencias en Guatemala
En 1834, siendo Jefe del Estado de Guatemala el liberal Mariano Gálvez, se creó la Academia de Ciencias, institución laica que sustituyó a la Real y Pontificia Universidad de San Carlos Borromeo, implantándose la enseñanza de Álgebra, Geometría, Trigonometría y Física. Se comenzaron a otorgar títulos de Agrimensores. Es importante destacar que el insigne guatemalteco José Batres Montufar se graduó de ingeniero agrimensor de esta Academia. La Academia de Ciencias funcionó hasta 1840, año en que bajo el gobierno de Rafael Carrera, volvió a transformarse en la Universidad, pasando a llamarse Pontificia Universidad de San Carlos Borromeo".

### Fundación

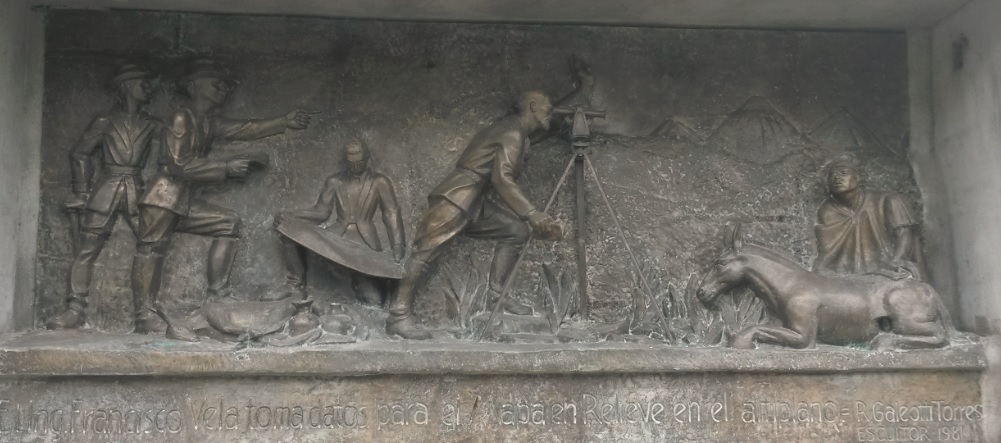
Monumento al ingeniero Francisco Vela, constructor del Mapa en Relieve de Guatemala.

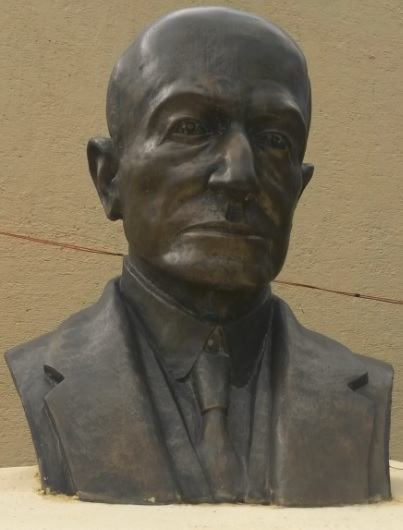
Busto del ingeniero Claudio Urrutia, quien fue jefe de la Comisión de Límites con México en 1896, colaboró con Francisco Vela en la construcción del Mapa en Relieve de Guatemala en 1904, fue decano de la Facultad de Ingeniería y alcalde de la Ciudad de Guatemala en 1912.

La Revolución de 1871 hizo tomar un rumbo distinto a la enseñanza técnica superior pues se esforzó en eliminar la educación de las bellas letras que hasta entonces había estado a cargo de las órdenes regulares de la Iglesia Católica -especialmente de los jesuitas- y en su lugar se enfocó en un tipo de educación positivista; se fundó entonces la Escuela Politécnica en 1873 para formar ingenieros militares, topógrafos y de telégrafos, además de oficiales militares. También se extinguió la Pontificia Universidad de San Carlos y se establecieron las Escuelas Facultativas del Centro y de Occidente de la Universidad Nacional.
En 1879 se estableció la Escuela de Ingeniería en la Universidad Nacional y por decreto del gobierno en 1882 se elevó a la categoría de Escuela Facultativa dentro de la misma Universidad, separándose así de la Escuela Politécnica. El Ing. Cayetano Batres del Castillo fue el primer Decano de la Escuela Facultativa de Ingeniería, quien reformó el programa de estudios anterior, reduciéndose a seis años la carrera de Ingeniería, que era de ocho. Entre los catedráticos fundadores estuvo el ingeniero Claudio Urrutia, quien luego colaboraría con el teniente coronel e ingeniero Francisco Vela en la construcción del Mapa en Relieve de Guatemala en 1904 y sería decano de la Facultad por decreto del presidente Carlos Herrera y Luna en 1920.
En 1891 fue decano el teniente coronel e ingeniero Francisco Vela, quien en 1904 construyó el Mapa en Relieve de Guatemala en colaboración con el ingeniero Urrutia.
En 1894, por razones de economía, la Escuela de Ingeniería fue adscrita nuevamente a la Escuela Politécnica, iniciándose un período de inestabilidad para esta Facultad, que pasó alternativamente de la Politécnica a la Universidad y viceversa.
La anterior inestabilidad terminó cuando la Escuela Politécnica fue cerrada y sus instalaciones demolidas hasta sus cimientos tras el atentado que algunos cadetes intentaron en contra del presidente Estrada Cabrera en 1908. En 1918 la Universidad fue nombrada "Universidad Estrada Cabrera" (en honor al presidente Estrada Cabrera) y a la Facultad de Ingeniería se le denominó Facultad de Matemáticas. En 1920 la Facultad reinicia sus labores en el edificio que ocupó durante muchos años frente al parque de Jocotenango en la zona 2 de la Ciudad de Guatemala, ofreciendo únicamente la carrera de Ingeniero Topógrafo hasta 1930.
En 1930 se reestructuraron los estudios estableciéndose la Carrera de Ingeniero Civil. De este hecho arranca la época moderna de esta facultad.

### Tras la Revolución de Octubre

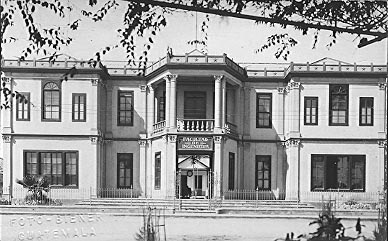
Edificio de la Escuela Facultativa de Ingeniería en el Centro Histórico de la Ciudad de Guatemala en la década de 1930. Fotografía de Adolfo Biener.

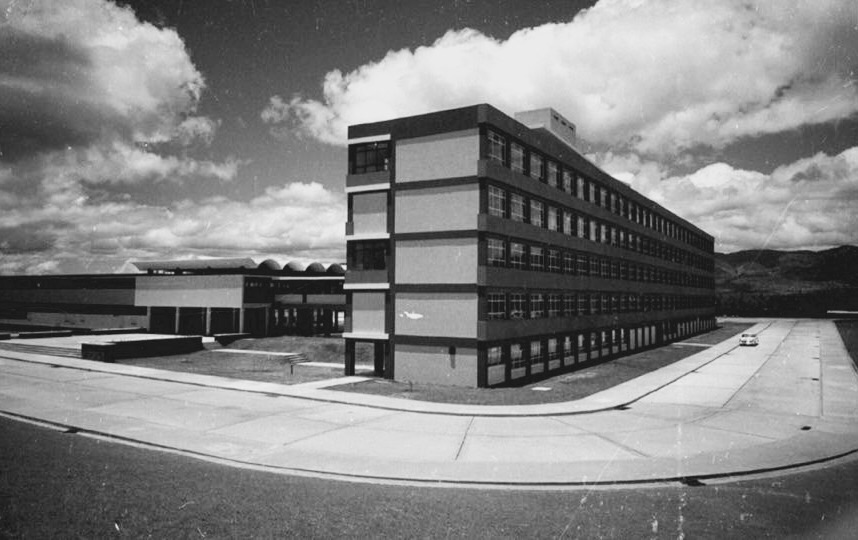
Facultad de Ingeniería en el campus central de la Universidad de San Carlos en la zona 12 de la Ciudad de Guatemala a principios de la década de 1960.

El año 1944 sobresale por el reconocimiento de la Autonomía universitaria y la asignación de sus recursos financieros del presupuesto nacional fijados por la Constitución de la República de 1945. A partir de entonces, la Facultad de Ingeniería se independiza de las instituciones gubernamentales y se integró al régimen autónomo estrictamente universitario. En 1947, se cambiaron los planes de estudios al régimen semestral en el que, en lugar de seis años, se establecieron 12 semestres para la carrera. Así también, en 1959 se creó el Centro de Investigaciones de Ingeniería, para fomentar y coordinar la investigación científica con participación de varias instituciones públicas y privadas.
En el año de 1971 se inició la ejecución del Plan de Reestructuración de la Facultad de Ingeniería (Planderest), que impulsaba la formación integral de los estudiantes de Ingeniería para una participación cada vez más efectiva de la ingeniería en el desarrollo del país.
En 1974 se creó la Unidad de Ejercicio Profesional Supervisado para todas las carreras de la Facultad de Ingeniería y en 1975 fueron creados los estudios de Postgrado en Ingeniería de Recursos Hidráulicos, en tres opciones: Calidad del Agua, Hidrología e Hidráulica. En 1976, se creó la Escuela de Ciencias, encargada de atender la Etapa Básica o común de las diferentes carreras de Ingeniería.

### Impacto de la Guerra Civil en la Facultad

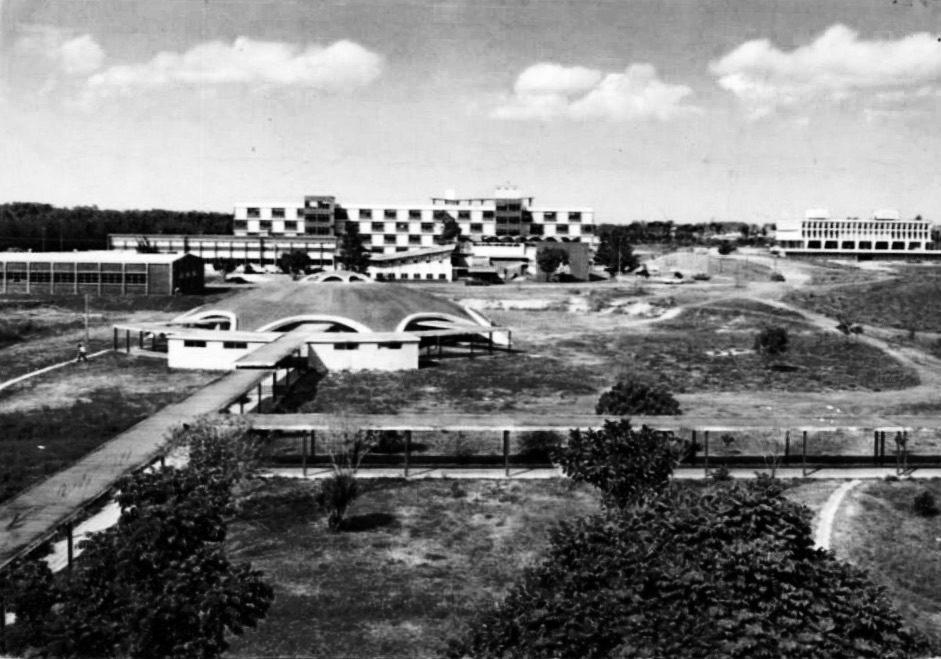
Campus Central de la Universidad recién estrenado en 1956. Se observa el Aula Magna, la Rectoría y la Facultad de Ingeniería.

En 1980 se establecieron, dentro de la Escuela de Ciencias, las carreras de Licenciatura en Matemática Aplicada y de Licenciatura en Física Aplicada. En 1984, fue creado el Centro de Estudios Superiores de Energía y Minas, que inició sus actividades con un programa de estudios de hidrocarburos y varios cursos sobre exploración y explotación minera, geotecnia, pequeñas centrales hidroeléctricas e investigación geotérmica, con el apoyo del Ministerio de Energía y Minas, la Organización Latinoamericana de Energía (OLADE), y los países amigos de México, Venezuela, Brasil, Honduras, Nicaragua, República Dominicana y Haití.
Ese mismo año, cada miércoles en reunión ordinaria y otros días en reuniones extraordinarias, se reunía la mayoría de los cuarenta y cuatro miembros del Consejo Superior Universitario (CSU) para analizar la situación de Guatemala, la cual era alarmante, ya que no solamente la universidad se encontraba bajo ataque sino también todos los sectores religiosos, sindicalistas, campesinos, estudiantiles y políticos. No había consenso sobre las acciones a tomar: un reducido grupo sugería que la USAC debía bajar el perfil en su defensa de los sectores reprimidos de la sociedad guatemalteca mientras que la mayoría consideraba que la universidad nacional debía continuar desempeñando su papel como hasta entonces; también había diferencias: el grupo en el que se incluía el Rector Saúl Osorio Paz propugnaba la firmeza y el apoyo a la sociedad reprimida, sin llegar a provocar al gobierno, mientras que el grupo más radical consideraba deber de la universidad unirse al proceso revolucionario ya en marcha.

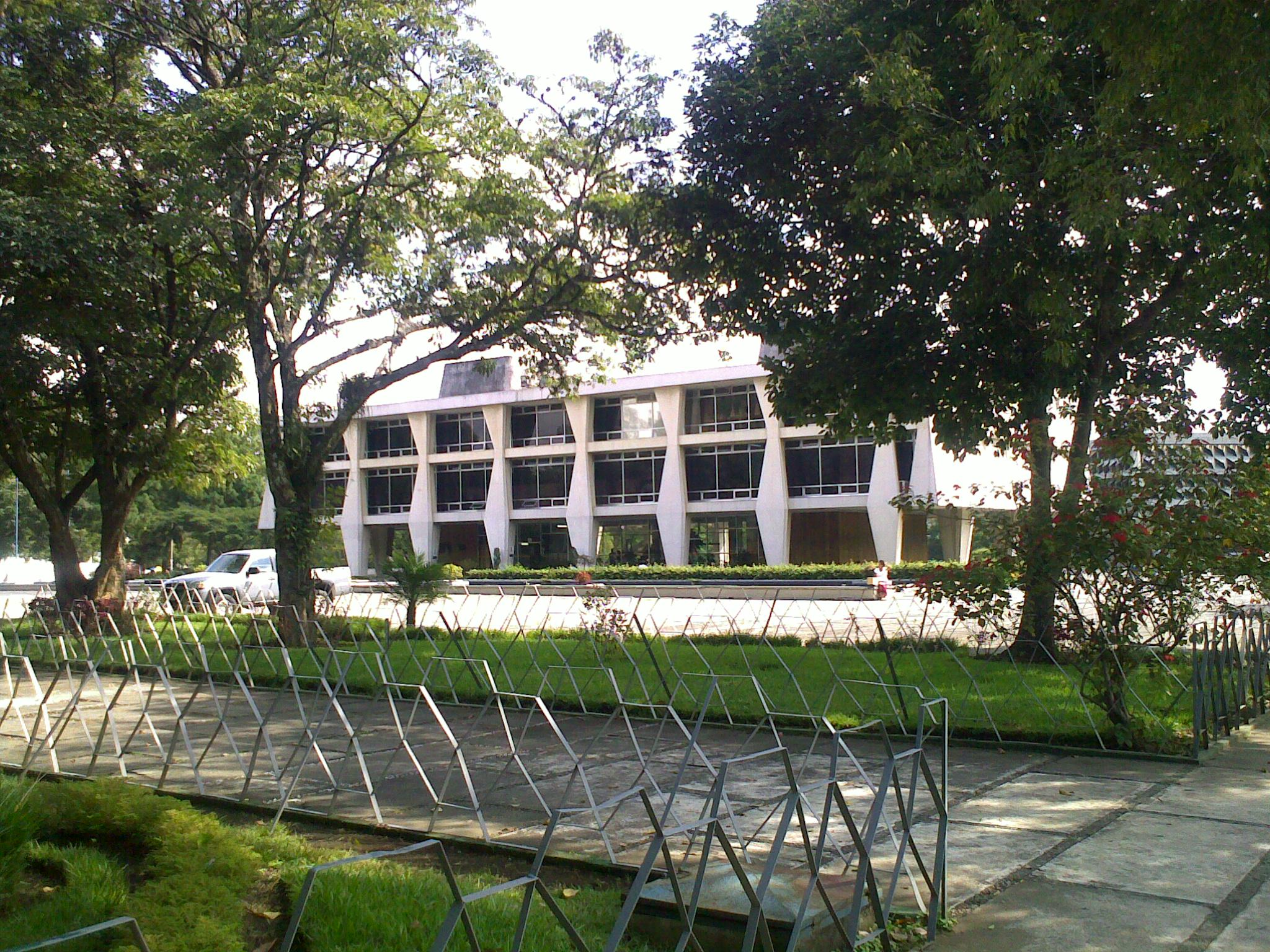
Edificio de la Rectoría de la Universidad visto desde el parqueo de la Facultad de Arquitectura. Muy cerca del lugar de donde se tomó esta fotografía murieron asesinados los estudiantes del curso de vacaciones de Ingeniería el 14 de julio de 1980 tras un ataque indiscriminado contra la población estudiantil.

Además de ese clima de discusión interno, a diario había víctimas universitarias de la represión del régimen del general Lucas García, e incluso la vida del Rector estuvo en grave riesgo en un par de oportunidades; y para completar el panorama, miembros de las fuerzas contrainsurgentes clandestinas se infiltraban y actuaban dentro de la ciudad universitaria. Los dirigentes de la comunidad universitaria decidieron que lo mejor era que el Rector Osorio Paz saliera del país; luego de momentos sumamente tensos, el Rector pudo salir y desempeñarse en el exilio entre México y Costa Rica, siendo reemplazado en sus funciones en Guatemala por Leonel Carrillo Reeves, entonces Decano de la Facultad de Ciencias Químicas y Farmacia.
Tras un mes de relativa tranquilidad interna, el CSU se vio emplazado por el sector minoritario -entre cuyos miembros había algunos universitarios con estrechos contactos con militares de alto rango- para que se le pidiera la renuncia a Osorio Paz, aduciendo que las declaraciones y acciones de Osorio Paz en el exterior ponían en peligro la integridad física de los universitarios que seguían en Guatemala. Carrillo Reeves planteó entonces que él no seguiría siendo el Rector en funciones para forzar a que Osorio Paz renunciara a su condición de Rector en el exilio o regresara a asumir nuevamente sus funciones. La mayoría de los miembros del CSU rechazó el planteamiento de Carrillo Reeves, pues era inadmisible hacer lo que pretendía el alto mando del Ejército: descabezar a la universidad y, vía nuevas elecciones, someterla al control militar. Carrillo Reeves había asumido por su condición de Decano que más tiempo había estado en el ejercicio de dicho cargo; al renunciar a ejercer las funciones, le correspondería asumir la Rectoría al segundo Decano más antiguo en el puesto, el Ing. Roberto Molina Mejía, por haber iniciado su período en julio de 1976. La fecha del traspaso de funciones se estableció para el 14 de julio. 
El 14 de julio de 1980, Molina Mejía llegó antes de las 7:00 a. m. a la Rectoría de la Universidad de San Carlos para cumplir con el mandato del Consejo Superior Universitario de que asumiera, interinamente, como Rector Magnífico. Guatemala se encontraba en medio de una fuerte represión; agudizada después de los sucesos de la embajada española.
Procedimos a preparar la firma del acta de traspaso de funciones. Justamente, cuando Molina Mejía estaba a punto de firmar una de las copias del acta, se escuchó lo que parecía la explosión de muchos cohetillos —conocidos como «ametralladoras» entre los juegos pirotécnicos guatemaltecos— en las afueras del Edificio de la Rectoría. Pero no era tal; durante varios minutos, fuerzas de seguridad del gobierno provenientes de la zona 7 dispararon en contra de todas las personas que ingresaban o circulaban por el acceso a la ciudad universitaria desde el Anillo Periférico, muy cerca de la Rectoría. Hubo docenas de heridos de bala y el saldo fatal fue de ocho estudiantes muertos -todos ellos estudiantes del curso de vacaciones de la Facultad de Ingeniería-. Se trató del primer ataque en los recintos universitarios desde 1962; la explicación oficial fue que esa mañana un grupo guerrillero había matado al jefe de la estación de policía de la zona 7 y que, en venganza, y en función de la acusación pública del presidente Lucas García de que la universidad era «centro de subversión», integrantes de ese contingente habían decidido atacar a los universitarios en la ciudad universitaria, en forma inmediata e indiscriminada.
La universidad declaró tres días de duelo, cerró todas sus actividades académicas y sostuvo una conferencia de prensa para hacer conocer su posición a la opinión pública. Los diecisiete días que Molina Mejía fungió como Rector Magnífico de la Universidad fueron los más intensos de la época represiva; su equipo de trabajo tuvo audaces iniciativas para salvar la crisis; amistades se solidarizaron con el Rector y la institución y que ofrecieron su concurso para detener el baño de sangre de la USAC. La universidad planteó el diálogo nacional y se alcanzó a los ámbitos académico, religioso y político, pero no se llegó a plantear tal diálogo. Incluso, hubo personas que, corriendo riesgos personales, le permitieron pasar cada noche en una casa distinta. Molina Mejía terminó su gestión el 31 de julio de 1980.

### Tras la Guerra Civil
En 1986, luego de que el clima de la guerra civil se hubo tranquilizado con la transición a regímenes civiles electos democráticamente, la carrera de Ingeniería Mecánica se separó de la Escuela de Ingeniería Mecánica Industrial. Así mismo, debido al avance tecnológico en la rama de Ingeniería Eléctrica, en 1989 se creó la carrera de Ingeniería Electrónica, a cargo de la Escuela de Ingeniería Mecánica Eléctrica.
En 1994 se creó la unidad académica de Servicio de Apoyo al Estudiante y de Servicio de Apoyo al Profesor (SAE/SAP), la que tiene como fin prestar apoyo a los estudiantes por medio de la ejecución de programas de orientación en el plano académico, administrativo y social y para facilitar la labor docente y de investigación de los profesores. En 1995 se expandió la cobertura académica de la Escuela de Postgrado con los estudios a nivel de Maestría en Sistemas de Construcción y en Sistemas de Ingeniería Vial, y en 1996 se estableció la Maestría en Sistemas de Telecomunicaciones. En 1998, se abrió la opción de Ingeniería Civil con Diplomado en Administración, que incluye un grupo de clases adicionales en la carrera de Ingeniería Civil, para formar especialistas en Administración. Finalmente, a partir de 1999, se aplica un examen de ubicación a todos los alumnos de primer ingreso, y se abrió un área fuera de las carreras, que administra cursos de nivelación para los estudiantes que lo requieren, además de incluir cursos opcionales de Inglés Técnico para todas las carreras de Ingeniería.
1999 fue también importante en cuanto a infraestructura, ya que se remodeló un área del Edificio de Aulas, T-3, para instalar el Laboratorio de Computación de la Facultad, para uso de los estudiantes que cursan las etapas de Ciencias de Ingeniería y de Cursos Profesionales. También se
completaron las instalaciones de la Red de Ingeniería, que comunica internamente (intranet) a las diferentes escuelas, centros, coordinaciones y unidades ejecutoras, y externamente se comunica con Internet.
En el año 2003, se expandió la cobertura académica con los estudios de maestría en Gestión Industrial y en 2004, se abrió la opción para todas las carreras del Diplomado en Administración de Empresas y para la Escuela de Mecánica Industrial el de Competencias Gerenciales.

## Sede

### Campus central
La Facultad funciona dentro del Ciudad Universitaria de la USAC, zona 12 de la Ciudad de Guatemala.
El complejo de Ingeniería se ubica en el extremo noroeste del campus junto a la Facultad de Arquitectura, y consiste en varios edificios de denominación T (nomenclatura usada en el campus para edificios de carreras técnicas).
Además cuenta como anexo el edificio S-12 en donde se imparte el área común a estudiantes de primer ingreso y el edificio S-11 donde se encuentra la escuela de estudios de postgrado.
| Edificio | Unidades |
| -------- | --- |
| T-1      | En este edificio funcionan: - Departamento de Física, biblioteca de Física, Aula Virtual. - Departamento de Estadística. - Oficina de la Escuela de Mecánica Industrial. - Oficina de la Escuela de Mecánica Eléctrica - Oficina de congresos estudiantiles - Laboratorio de máquinas eléctricas, relevación industrial y conversión de energía. - Laboratorio de microcontroladores. - Laboratorio de neumática. - Sección de Metrología Industrial. - Laboratorios de Electrónica. - Centro de Estudios Superiores de Energía y Minas. - Aulas Puras |
| T-3      | Es el edificio principal de la Facultad, acá se encuentran: - Aulas puras - Oficina de la Escuela Civil - Oficina de la Escuela de Sistemas - Unidades de salud y odontológica - Oficina de deporte y cultura - Laboratorios de computo estudiantil - Laboratorio de internet y tecnología Korea - Laboratorio de Geomática - Laboratorios Sae-Sap - Laboratorios tecnológicos ITCoE - Aula Virtual - Aula de recursos Audiovisuales - Asociación de Estudiantes de Ingeniería                                                                         |
| T-4      | Este edificio sirve principalmente para tareas administrativas: - Decanato - Biblioteca Ing. Mauricio Castillo Contoux. - Centro de Cálculo - Control Académico - Escuela de Ciencias - Departamento de Matemática - Departamento de Química - Oficina de Lingüística - Oficina de Idioma Técnico |
| T-5      | - Oficinas de la Escuela Química - Laboratorios de Ingeniería Química - Laboratorio de Físico-Química - Laboratorio de Operaciones Unitarias - Laboratorio de Microbiología - Centro de Investigaciones de Ingeniería - Laboratorio de Mecánica de Suelos - Laboratorio de Materiales de Construcción - Laboratorio de Concreto, Aglomerantes y Morteros - Laboratorio de Investigación y Extracción de Vegetales |
| T-6      | En este edificio se encuentra el auditorio de la Facultad, el cual lleva el nombre del insigne Ingeniero Francisco Vela, autor del Mapa en Relieve de Guatemala. |
| T-7      | - Oficinas de la Escuela de Mecánica - Laboratorios de Máquinas Industriales |

## Programas académicos
| Nivel     | Escuela                                  | Carreras |
| --------- | ---------------------------------------- | --- |
| Grado     | Escuela Civil                            | - Ingeniería Civil |
| Grado     | Escuela Mecánica                         | - Ingeniería Mecánica |
| Grado     | Escuela Mecánica Industrial              | - Ingeniería Industrial - Ingeniería Mecánica Industrial |
| Grado     | Escuela Mecánica Eléctrica               | - Ingeniería Eléctrica - Ingeniería Electrónica - Ingeniería Mecánica Eléctrica |
| Grado     | Escuela Química                          | - Ingeniería Química - Ingeniería Ambiental |
| Grado     | Escuela de Sistemas                      | - Ingeniería en Ciencias y Sistemas |
| Postgrado | Escuela de Estudios de Postgrado         | - Postgrado en Especialización en Investigación Científica. - Postgrado en Especialización en Catastro. - Postgrado en Administración y Mantenimiento Hospitalario. - Postgrado en Infraestructura de Calidad. - Postgrado en Sistemas de Información Geográfica (SIG). - Postgrado en Comercio Internacional. - Postgrado en Mercados Eléctricos. - Especialización en Nanotecnología.                                |
| Postgrado | Escuela de Maestrías                     | - Maestría en Ciencia y Tecnología del Medio Ambiente - Maestría en Sistemas, Mención Construcción - Maestría en Energía y Ambiente - Maestría en Tecnologías de la información y la comunicación. - Maestría en Estructuras - Maestría en Geotécnica - Maestría en Gestión Industrial - Maestría en Ingeniería de Mantenimiento - Maestría en Ingeniería Vial - Maestría en Desarrollo Municipal - Maestría en Física |
| Postgrado | Escuela de Doctorados                    | - Doctorado en Cambio Climático y Sostenibilidad - Doctorado en Investigación |
| Postgrado | Escuela Regional de Ingeniería Sanitaria | - Maestría en Ingeniería Sanitaria - Maestría en Recursos Hidráulicos e Hidrología - Maestría en Recursos Hidráulicos y Gestión de Recursos Hídricos |